# Titiotus flavescens
Titiotus flavescens är en spindelart som först beskrevs av Chamberlin och Ivie 1941.  Titiotus flavescens ingår i släktet Titiotus och familjen Tengellidae. Inga underarter finns listade i Catalogue of Life.